# Dennis Nilsen
Dennis Andrew Nilsen (Fraserburgh, 23 novembre 1945 – York, 12 maggio 2018) è stato un serial killer britannico.
Tra il 1978 e il 1983 uccise almeno dodici giovani uomini a Londra. Arrestato con l'accusa di sei omicidi e due tentati omicidi, Nilsen fu condannato alla pena dell'ergastolo il 4 novembre 1983.
Tutti gli omicidi di Nilsen furono compiuti nei suoi due domicili londinesi. Le vittime venivano attirate a casa sua e poi strangolate, oppure, in alcuni casi, affogate nella vasca da bagno. Dopo ogni omicidio, Nilsen osservava un rituale ben preciso nel quale lavava e vestiva i cadaveri, che conservava in casa per prolungati lassi di tempo, prima di dissezionarli e disfarsi dei resti gettando gli organi nel gabinetto e bruciando i corpi in falò approntati nel giardino sul retro della sua abitazione.
Nilsen si guadagnò il soprannome di "Muswell Hill Murderer" ("assassino di Muswell Hill"), poiché commise i suoi ultimi crimini nel suo appartamento sito nel distretto di Muswell Hill, nella zona nord di Londra. Morì il 12 maggio 2018.

## Biografia

### Infanzia
Dennis Andrew Nilsen nacque il 23 novembre 1945 a Fraserburgh, Aberdeenshire, Scozia, secondo dei tre figli della coppia formata da Elizabeth Duthie Whyte e Olav Magnus Moksheim. Il padre era un militare norvegese arrivato in Scozia nel 1940 durante la seconda guerra mondiale. Dopo un breve corteggiamento, sposò Elizabeth Whyte nel maggio 1942 e gli sposi si trasferirono a casa dei genitori di lei.
La coppia divorziò nel 1948. Tutti e tre i figli della coppia - Olav Jr., Dennis e Sylvia - furono cresciuti dai nonni, Andrew e Lily Whyte (che non avevano mai approvato il matrimonio della figlia).
Nell'ottobre 1951, il nonno materno di Nilsen morì di un infarto mentre era andato a pescare nel Mare del Nord, all'età di 62 anni. In quello che Nilsen descrisse in seguito come il suo ricordo d'infanzia più vivido, sua madre, piangendo, gli chiese se voleva vedere il nonno. Quando fu portato nella stanza dove suo nonno giaceva nella bara aperta, il cuore di Dennis si mise a battere all'impazzata quando la madre gli disse che il nonno stava "dormendo", aggiungendo poi che se ne era andato in un "posto migliore".
Negli anni seguenti alla morte del nonno, divenne sempre più timido e introverso, anche con gli stessi componenti della sua famiglia.
Raggiunta la pubertà, Nilsen scoprì di essere omosessuale, cosa che inizialmente lo confuse e spaventò. Vergognandosi, tenne segreta la sua sessualità a tutti. Poiché molti dei ragazzi dai quali si sentiva attratto fisicamente avevano tratti somatici simili a quelli di sua sorella minore, Sylvia, in un'occasione la palpeggiò in maniera inappropriata, credendo che la sua attrazione per i ragazzi potesse essere una manifestazione dell'affetto che provava per lei. Non fece mai nessun tentativo per cercare un contatto sessuale con nessuno dei suoi coetanei, anche se disse che una volta era stato palpeggiato da un ragazzo più grande e la cosa non gli era dispiaciuta. In un'altra occasione, accarezzò i genitali del fratello maggiore mentre questi stava dormendo. Come risultato, Olav Jr. cominciò a sospettare che il fratello fosse gay e spesso lo canzonava in pubblico chiamandolo "hen" (termine slang per "ragazza" in Scozia). Tuttavia, Nilsen inizialmente credette che il suo precedente approccio sessuale nei confronti della sorella, fosse la prova della sua bisessualità.
All'età di 14 anni, decise di arruolarsi nell'esercito britannico, vedendo la carriera militare come una possibile via di fuga dall'ambiente rurale delle sue origini.

### Servizio militare
Il profitto scolastico di Nilsen era sopra la media. Mostrava interesse soprattutto per le materie umanistiche, con particolare predilezione per la storia e l'arte, ma nessuna attitudine allo sport. Abbandonò gli studi nel 1961 e lavorò per breve tempo in una fabbrica di scatolame come operaio per poi comunicare alla madre la sua decisione di arruolarsi nell'esercito. Superate le selezioni, fu distaccato per l'addestramento ad Aldershot. In poche settimane si fece notare per il comportamento eccellente; egli avrebbe in seguito ricordato i tre anni trascorsi ad Aldershot come "il periodo più felice della sua vita". Mentre era di stanza ad Aldershot, l'omosessualità di Nilsen cominciò a farsi sentire, ma lui tenne sempre segreto il suo orientamento sessuale ai commilitoni. Non si faceva mai la doccia insieme agli altri per paura di avere un'erezione in compagnia degli altri soldati; optava invece per un solitario bagno in vasca, che gli garantiva inoltre la privacy per masturbarsi senza essere scoperto.
A metà del 1964 fu ufficialmente assegnato al 1º Battaglione dei Royal Fusiliers a Osnabrück, Germania ovest, dove lavorò nelle mense. In questo periodo incrementò il suo consumo di bevande alcoliche. Si ubriacava spesso e fantasticava di essere abusato sessualmente mentre era incosciente.
Dopo due anni di servizio militare a Osnabrück, Nilsen fece ritorno ad Aldershot, dove passò gli esami per diventare cuoco d'armata per l'esercito britannico stanziato in Norvegia. Nel 1967 fu inviato nello Stato di Aden (ex "Colonia di Aden"), dove lavorò come cuoco nella mensa del carcere militare di Al Mansoura. L'impiego era molto più pericoloso rispetto ai precedenti in Germania e Norvegia, e a Nilsen capitò di essere rapito da un tassista arabo che lo rinchiuse nel bagagliaio di un'auto dopo averlo stordito con una botta in testa. Quando l'uomo cercò di farlo uscire dal bagagliaio, grazie al suo addestramento militare, Nilsen riuscì a sua volta a liberarsi colpendo il rapitore e a fuggire.
A differenza di prima, Nilsen ebbe la sua stanza personale mentre si trovava ad Aden. Questo gli consentì di indulgere sempre più nella masturbazione. Sviluppò fantasie sessuali nelle quali copulava con un partner incosciente o addirittura morto. In un'occasione, egli scoprì di essere sessualmente turbato dalla visione del dipinto La zattera della Medusa di Théodore Géricault, che rappresenta un momento degli avvenimenti successivi al naufragio della fregata francese Méduse, avvenuto il 2 luglio 1816 davanti alle coste dell'attuale Mauritania. Nel quadro sono mostrati i corpi nudi di numerosi naufraghi, alcuni anche parzialmente smembrati, raggruppati su una zattera in balia del mare.

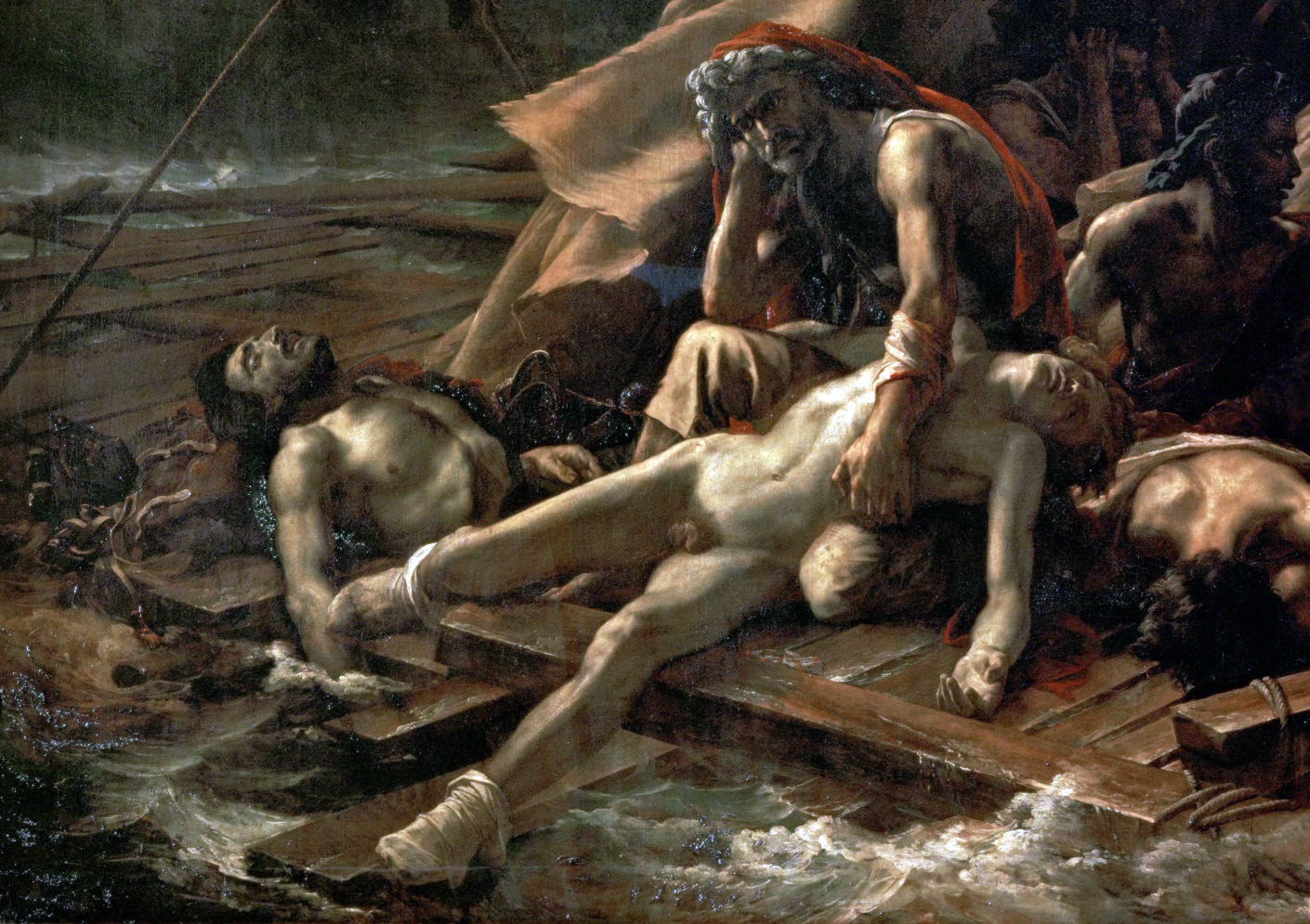
La zattera della Medusa. Un vecchio tiene tra le braccia il corpo nudo di un giovane deceduto, vicino giace un corpo smembrato

Una volta completato l'incarico ad Aden, Nilsen tornò in Gran Bretagna e venne stanziato a Plymouth. Durante il suo servizio con questo reggimento, si trovò a cucinare per trenta soldati e due ufficiali su base giornaliera. Prestò servizio per un anno prima di essere trasferito a Cipro nel 1969. Mesi dopo, il reggimento venne trasferito a Berlino, dove, lo stesso anno, Nilsen ebbe la sua prima esperienza sessuale con una donna: una prostituta locale. Si vantò con i compagni del rapporto, ma successivamente trovò che il sesso con una femmina era "sopravvalutato" e definì l'esperienza "deprimente".
Dopo un lungo periodo trascorso a Inverness, nel gennaio 1971, fu assegnato a un nuovo reggimento nelle isole Shetland, dove nell'ottobre 1972 concluse la sua undicenne carriera militare congedandosi con il grado di caporale.
Tra l'ottobre e il dicembre 1972 Nilsen visse con la famiglia prima di decidere quale carriera intraprendere. Una sera, Nilsen insieme al fratello maggiore Olav Jr., alla cognata e a un'altra coppia si misero a vedere un documentario sull'omosessualità. Tutti derisero le immagini e scherzarono sull'argomento, tranne Dennis, che difese con vigore i diritti dei gay. Ne scaturì un litigio, alla fine del quale Olav Jr. informò la madre che Dennis era un "frocio". Dennis non rivolse mai più la parola al fratello e mantenne solo sporadici contatti epistolari con la madre. Decise quindi di arruolarsi in polizia e si trasferì a Londra per cominciare l'addestramento.

### Trasferimento a Londra
Nell'aprile 1973, Nilsen completò il suo addestramento e fu destinato a Willesden Green. In qualità di agente recluta, eseguì numerosi arresti ma non ebbe mai scontri fisici con criminali. Il lavoro di poliziotto gli piaceva, anche se gli mancava quel senso di cameratismo presente nell'esercito. Alla sera andava a bere da solo. Durante l'estate e l'autunno del 1973, cominciò a frequentare bar gay ed ebbe numerose relazioni occasionali con uomini. In agosto, dopo un'ennesima relazione fallita, arrivò alla conclusione che il suo personale stile di vita era d'ostacolo alla sua professione. Suo padre morì quello stesso mese, lasciando in eredità a ciascuno dei suoi figli 1 000 sterline. In dicembre, Nilsen rassegnò le dimissioni dalla polizia.
Tra il dicembre 1973 e il maggio 1974, lavorò come guardia di sicurezza. L'occupazione era intermittente, quindi decise di cercarsi un lavoro più stabile. Trovò lavoro nel maggio 1974, venendo inizialmente collocato in un centro per l'occupazione a Denmark Street, Londra, dove il suo ruolo era quello di trovare un impiego a disoccupati senza particolari competenze. Sul luogo di lavoro, Nilsen era considerato un impiegato mite e coscienzioso, attivamente coinvolto nel movimento sindacale. Nel 1982, ricevette una promozione, diventando ufficiale esecutivo, con responsabilità di supervisione, e fu trasferito in un altro centro per l'impiego a Kentish Town, dove continuò a lavorare fino al suo arresto.

### Convivenza a Melrose Avenue
Nel novembre 1975, Nilsen conobbe il ventenne David Gallichan fuori da un pub mentre il giovane stava avendo una lite con altri due uomini. Nilsen intervenne in favore di Gallichan e poi lo portò a casa sua all'80 di Teignmouth Road nel distretto Cricklewood di Londra. I due uomini trascorsero insieme la serata bevendo e parlando; Nilsen venne a sapere che Gallichan si era recentemente trasferito a Londra da Weston-super-Mare, che era omosessuale, disoccupato e residente in un ostello per la gioventù. La mattina seguente, i due si misero d'accordo per andare ad abitare insieme in un residence e Nilsen — usando parte dell'eredità lasciatagli dal padre — trovò in breve tempo un appartamento più grande. Svariati giorni dopo, la coppia si trasferì in un appartamento sito al n. 195 di Melrose Avenue, sempre a Cricklewood. Prima di trasferirsi, Nilsen si accordò con il proprietario affinché lui e Gallichan avessero l'utilizzo esclusivo del giardino sul retro della proprietà.
Circa questo periodo della sua vita, Nilsen dichiarò in seguito che seppur si sentisse attratto da Gallichan, non ebbe mai nessun rapporto sessuale con il coinquilino. Da parte sua, Gallichan avrebbe informato la polizia dopo l'arresto di Nilsen, di non averlo mai trovato attraente da quel punto di vista.
Inizialmente, Nilsen e Gallichan ebbero buoni rapporti domestici; ma entro un anno di convivenza a Melrose Avenue, la relazione tra i due uomini cominciò a deteriorarsi. Dormivano in letti separati, e spesso entrambi portavano a casa occasionali partner sessuali. Gallichan insistette sempre che Nilsen non fu mai violento nei suoi confronti, ma veniva regolarmente rimproverato da lui, e all'inizio del 1976, la coppia litigava spesso. Nel maggio 1977, dopo l'ennesima lite casalinga, Gallichan decise di andarsene. Nei mesi seguenti, Nilsen ebbe varie brevi relazioni omosessuali con altri uomini; nessuna di queste durò più di qualche settimana.
Alla fine del 1978, Nilsen viveva un'esistenza solitaria; convincendosi sempre di più di non essere fatto per le relazioni stabili. Si concentrò sul lavoro e sulla sua passione per la musica.

### Omicidi
Tra il 1978 e il 1983, Nilsen uccise un minimo di 12 giovani uomini, tentando di ucciderne altri sette (egli inizialmente confessò di avere ucciso 15 persone). La maggior parte delle vittime di Nilsen erano vagabondi senzatetto oppure omosessuali; altre erano persone eterosessuali da lui incontrate al bar, sui mezzi pubblici o — in un'occasione — fuori da casa sua. Tutti gli omicidi furono compiuti presso il suo domicilio dell'epoca nella zona nord di Londra. Le vittime venivano attirate a casa sua con l'offerta di una bevuta d'alcol oppure di un riparo (nel caso dei senzatetto), e poi venivano strangolate o affogate nella vasca da bagno dell'appartamento o in un secchio. Successivamente, Nilsen lavava e vestiva i cadaveri, si masturbava eiaculando sui corpi e poi conservava i resti per settimane e anche mesi prima di smembrare i cadaveri e bruciare il tutto. Prima della dissezione, Nilsen rimuoveva gli organi interni delle vittime, che seppelliva accanto a una staccionata dietro il suo appartamento, o nel vicino Gladstone Park. Le vittime uccise nel periodo 1982-1983 nel suo appartamento a Muswell Hill venivano conservate in casa, e pezzi dei corpi venivano gettati nel wc.
Nilsen ammise di essersi masturbato davanti ai cadaveri di molte delle sue vittime, e anche di aver indugiato in altre pratiche sessuali con i corpi di sei giovani da lui uccisi, ma precisò di non aver mai penetrato nessuna delle vittime.

#### 195 Melrose Avenue
Nilsen uccise la sua prima vittima il 30 dicembre 1978, si trattò del quattordicenne Stephen Holmes. Holmes incontrò Nilsen nel pub Cricklewood Arms, dove il ragazzino aveva cercato, senza successo, di comprare degli alcolici. Secondo quanto raccontato da Nilsen, egli aveva bevuto molto da solo in casa il giorno che conobbe Holmes, prima di decidersi a uscire in cerca di "compagnia" per la serata. Invitò quindi Holmes a venire a casa sua con l'offerta di una bevuta d'alcol e dell'ascolto di un po' di buona musica, credendo che il ragazzo avesse circa diciassette anni. A casa di Nilsen, i due bevvero parecchio prima di addormentarsi entrambi. La mattina dopo, Nilsen si svegliò trovando Holmes che dormiva a letto con lui. Nella sua confessione scritta, Nilsen disse di aver avuto "paura di svegliarlo perché temeva se ne sarebbe andato via". Dopo avere accarezzato il giovane addormentato, egli decise che Holmes "avrebbe passato insieme a lui il capodanno che lo volesse o meno". Prendendo una cravatta, l'uomo strangolò Holmes nel sonno. Il killer si masturbò due volte sul corpo del defunto, prima di sistemare il cadavere del giovane sotto le assi del pavimento. Il corpo in putrefazione di Holmes rimase lì nascosto per almeno otto mesi, per poi essere cremato in un falò nel giardino sul retro dell'appartamento, l'11 agosto 1979.
L'11 ottobre 1979, Nilsen tentò di uccidere uno studente di Hong Kong di nome Andrew Ho, che aveva conosciuto in un pub a St Martin's Lane e portato a casa sua per fare sesso. Cercò di strangolarlo, ma il ragazzo riuscì a fuggire e raccontò l'accaduto alla polizia. Nilsen fu quindi interrogato circa il fatto dagli agenti, ma poiché Ho decise di non sporgere denuncia, l'uomo non fu incriminato.
Due mesi dopo l'incidente, il 3 dicembre 1979, Nilsen conobbe uno studente canadese di 23 anni, Kenneth Ockenden, che era in vacanza in Inghilterra per andare a trovare dei parenti. I due si incontrarono in un bar, essendo entrambi dei forti bevitori. Venuto a conoscenza che il ragazzo era un turista, Nilsen si offrì di fargli da guida turistica portandolo a vedere i luoghi più famosi di Londra, e Ockenden accettò. Inoltre, invitò il ragazzo a mangiare a casa sua. Nilsen lo uccise strangolandolo con i cavi delle cuffie mentre Ockenden stava ascoltando della musica dal suo impianto stereo. Poi, l'uomo continuò ad ascoltare musica come se niente fosse, con le stesse cuffie che aveva utilizzato per uccidere il ragazzo.
Il giorno seguente, Nilsen comprò una macchina fotografica Polaroid e fece alcune foto al cadavere di Ockenden in varie pose suggestive. Poi stese il corpo del ragazzo sul letto e guardò insieme a lui la televisione per molte ore, prima di racchiuderlo in un sacco di plastica e nasconderlo sotto le assi del pavimento. In approssimativamente quattro occasioni seguenti, Nilsen disotterrò il cadavere di Ockenden dal pavimento e lo mise su una poltrona accanto al letto per guardare "insieme" la televisione.
Il 17 maggio 1980 Nilsen uccise la sua terza vittima, il sedicenne Martyn Duffey. Duffey era uno studente di Birkenhead, arrivato in autostop a Londra di nascosto dai genitori. Per quattro notti, Duffey aveva dormito all'aperto vicino alla stazione di Euston, poi aveva incontrato Nilsen che tornava da una riunione sindacale svoltasi a Southport. Dato che il ragazzo era esausto e affamato, accettò con entusiasmo l'offerta di Nilsen di venire a mangiare e dormire a casa sua. Appena il giovane si addormentò, Nilsen lo strangolò con un laccio; poi portò il corpo in cucina e lo affogò nel lavello per essere sicuro che fosse proprio morto.
Il cadavere di Duffey fu prima messo a sedere su una sedia in cucina, poi steso sul letto dove era stato strangolato. Nilsen baciò ripetutamente il corpo, accarezzandolo e complimentandosi per quanto fosse bello e giovane, poi si masturbò sedendosi a cavalcioni sullo stomaco del cadavere. Per due giorni, il corpo di Duffey fu riposto in un armadio, prima che Nilsen notasse segni di gonfiore e lo seppellisse sotto le assi del pavimento.
Dopo l'omicidio di Duffey, Nilsen cominciò a uccidere sempre più di frequente. Prima della fine del 1980, egli uccise cinque altre vittime e tentò di ammazzarne un'altra; solo uno degli uccisi, il ventiseienne William David Sutherland, è stato identificato in seguito dalla polizia.
Inevitabilmente, i cadaveri in avanzato stato di putrefazione sepolti sotto il pavimento iniziarono ad attrarre insetti ed emanavano un forte odore — particolarmente nei mesi estivi. Quando Nilsen disotterrò le vittime da sotto le assi del pavimento, notò che i corpi erano ricoperti da larve di mosche e vermi; e dal cranio di alcuni uccisi brulicavano vermi che uscivano dalle orbite degli occhi e dalla bocca. Per ovviare al problema, l'assassino spruzzò abbondanti dosi di deodorante sotto le assi del pavimento e dell'insetticida in tutto l'appartamento per due giorni interi, anche se l'odore di putrefazione e le mosche rimasero.
Alla fine del 1980, Nilsen rimosse finalmente i corpi e li cremò in un falò in giardino. Per mascherare l'odore acre della carne bruciata dei sei cadaveri, Nilsen mise a bruciare anche una vecchia gomma d'auto. Tre figli dei vicini si fermarono a osservare il grande falò nel giardino di Nilsen, e l'uomo scrisse in seguito nelle sue memorie di aver immaginato che quei tre bambini si mettessero a danzare intorno alla pira funeraria, perché il tutto sarebbe stato "molto appropriato". Quando il falò fu ridotto in cenere e scorie, Nilsen usò un rastrello per cercare tra i detriti se ci fossero ossa riconoscibili. Notando un teschio rimasto intatto, lo fece a pezzi con il rastrello di ferro.
Circa il 4 gennaio 1981, Nilsen incontrò un uomo non identificato descritto dagli investigatori come "un ragazzo di 18 anni dagli occhi azzurri" al Golden Lion Pub di Soho; riuscì a portarselo a casa con la sfida di una "gara di bevute". Nilsen strangolò il giovane con una cravatta e poi nascose il corpo sotto il pavimento. In seguito, uccise altri due soggetti non identificati: uno skinhead conosciuto a Leicester Square, e un ragazzo di Belfast di circa vent'anni.
L'ultima vittima uccisa a Melrose Avenue fu il ventitreenne Malcolm Barlow, un vagabondo che Nilsen aveva scoperto stazionare nei pressi di casa sua il 17 settembre 1981. Quando Nilsen vide che il ragazzo stava male, chiamò un'ambulanza e lo fece ricoverare in ospedale. Il giorno dopo, Barlow fu dimesso dall'ospedale e volle tornare a casa di Nilsen per ringraziarlo. Fu quindi invitato a entrare, e dopo aver cenato, si assopì sul divano. Nilsen lo uccise nel sonno la mattina seguente, affogandolo nel lavello in cucina.
A metà 1981, il padrone di casa di Nilsen decise di ristrutturare lo stabile, e gli chiese di liberare l'appartamento. Nilsen fu inizialmente contrario alla proposta, ma accettò di liberare i locali dietro pagamento di un compenso di 1 000 sterline. Il 5 ottobre 1981 traslocò quindi in una mansarda al 23D di Cranley Gardens a Muswell Hill, North London. Il giorno prima di lasciare la casa, Nilsen bruciò i corpi sezionati delle sue ultime cinque vittime in un terzo e ultimo falò nel giardino dietro il suo appartamento.

#### 23 Cranley Gardens
A Cranley Gardens, Nilsen non aveva accesso a un giardino, e vivendo all'ultimo piano, non poteva nemmeno nascondere i cadaveri sotto le assi del pavimento. Per quasi due mesi, qualsiasi persona da lui invitata a casa sua non fu uccisa, anche se egli tentò di strangolare uno studente diciannovenne di nome Paul Nobbs il 23 novembre 1981, per poi bloccare sul nascere il proprio impulso omicida desistendo dall'opera. Il tentativo di strangolamento avvenne mentre Nobbs dormiva e il ragazzo non si accorse di nulla.
Nel marzo 1982, Nilsen fece la conoscenza del ventitreenne John Howlett mentre beveva in un pub vicino a Leicester Square. Howlett fu attirato a casa di Nilsen con la promessa di una bevuta gratis. A casa, i due continuarono a bere e guardarono un film in tv, poi Howlett andò in camera da letto e si addormentò sul letto di Nilsen. Un'ora dopo, Nilsen, non riuscendo in alcun modo a svegliare il ragazzo, decise di ucciderlo. Inaspettatamente però, il giovane si svegliò proprio durante il tentativo di ucciderlo e dopo una feroce lotta (durante la quale Howlett cercò a sua volta di strangolare il suo aggressore), Nilsen riuscì a strangolare Howlett facendogli perdere conoscenza e poi lo affogò nella vasca da bagno. Per oltre una settimana dopo l'assassinio di Howlett, il collo di Nilsen portò i segni delle dita del ragazzo.

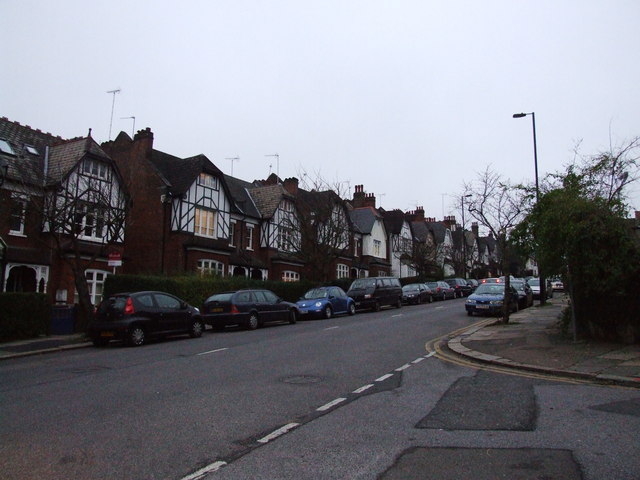
Cranley Gardens, Muswell Hill. Nilsen abitò nell'attico. La sua abitudine di buttare nello scarico del gabinetto parti del corpo delle sue vittime, alla fine portò al suo arresto

Nel maggio 1982, Nilsen conobbe Carl Stottor, un ragazzo omosessuale di 21 anni, mentre beveva una birra al Black Cap Pub di Camden. Nilsen si mise a parlare con il ragazzo, e venne a sapere che il giovane era depresso in seguito alla fine di una storia d'amore. Nilsen invitò Stottor nel suo appartamento, assicurando il suo ospite che non aveva alcuna intenzione di carattere sessuale. Anche lui fu strangolato nel sonno. Credendo di averlo ucciso, Nilsen mise il giovane sulla poltrona, ma poi si accorse che il suo cane, Bleep, stava leccando la faccia di Stottor. Allora Nilsen decise di rianimare il giovane: strofinò gli arti e il petto di Stottor per aumentare la circolazione sanguigna, coprì il corpo del ragazzo con una coperta, e lo stese sul letto. Quando Stottor riprese conoscenza, Nilsen lo abbracciò felice; quindi gli raccontò che si era quasi strangolato da solo con la chiusura lampo del sacco a pelo, e che lui lo aveva rianimato. Nel corso dei successivi due giorni, Stottor rimase a letto accudito da Nilsen. Quando ebbe riguadagnato le forze, Nilsen lo accompagnò alla stazione ferroviaria più vicina, dove, prima di salutarlo, disse al giovane che sperava potessero incontrarsi di nuovo in futuro.
Dopo il singolare episodio con Stottor, la vittima successiva di Nilsen fu Graham Allen, 27 anni, incontrato mentre questi stava cercando di prendere un taxi a Shaftesbury Avenue. Nilsen gli offrì un passaggio e poi lo invitò a mangiare a casa sua. Come riferito per altre precedenti vittime, Nilsen dichiarò di non ricordare il momento preciso nel quale aveva ucciso Allen, ma ricordava di aver deciso di ucciderlo mentre il ragazzo stava mangiando un'omelette. Il cadavere di Allen fu tenuto nella vasca da bagno per un totale di tre giorni prima che Nilsen iniziasse l'operazione di sezionamento del corpo sul pavimento della cucina.
Il 26 gennaio 1983, Nilsen uccise la sua ultima vittima, il ventenne Stephen Sinclair. Sinclair fu visto per l'ultima volta in compagnia di Nilsen, mentre camminava in direzione della stazione della metropolitana della zona. A casa di Nilsen, dopo essersi iniettato una dose di eroina, Sinclair si addormentò ubriaco in poltrona mentre ascoltava sul giradischi la rock opera Tommy dei The Who, insieme a Nilsen. Nilsen si avvicinò a Sinclair, disse: "Oh Stephen, ci risiamo di nuovo", e poi uccise il ragazzo strangolandolo con una legaccio costruito con una cravatta e una corda.
Seguendo il suo solito rituale di lavare i corpi, l'assassino stese il cadavere di Sinclair sul letto, lo cosparse di borotalco, poi posizionò tre specchi intorno al letto prima di spogliarsi nudo e stendersi insieme al cadavere del giovane. Molte ore dopo, diede un bacio in fronte al cadavere e gli augurò la buona notte, per poi addormentarsi vicino a esso. Come fatto con Howlett e Allen, il corpo di Sinclair fu in seguito dissezionato, con varie parti del corpo chiuse in sacchetti di plastica e stipate nel guardaroba, dentro una scatola in legno per bustine di tè e all'interno di un cassetto situato sotto la vasca da bagno. 
Nilsen tentò di sbarazzarsi degli organi interni e delle ossa più piccole di tutte e tre le vittime uccise a Cranley Gardens scaricando i loro resti sezionati nel gabinetto. In una pratica che aveva condotto su diverse vittime uccise in Melrose Avenue, bollì anche la testa, le mani e i piedi per rimuovere la carne da queste sezioni del corpo delle vittime.
Il 4 febbraio 1983, Nilsen scrisse una lettera di protesta all'agenzia immobiliare proprietaria dello stabile lamentandosi che le tubazioni a Cranley Gardens erano otturate, e che la situazione era diventata ormai insostenibile per lui e per tutti gli altri inquilini del palazzo. Il giorno dopo, si rifiutò di consentire a un conoscente di entrare nel suo appartamento (la ragione del rifiuto era perché aveva iniziato a smembrare il corpo di Sinclair sul pavimento della cucina).

### Arresto
I crimini perpetrati da Nilsen furono scoperti per primo da un impiegato della Dyno-Rod, Michael Cattran, che rispondendo alle lamentele circa le tubazioni condominiali inoltrate dallo stesso Nilsen e dagli altri inquilini del 23 di Cranley Gardens, l'8 febbraio 1983 si recò in loco per una verifica. Aprendo una tubatura di scolo sul lato della casa, Cattran scoprì che il tubo era otturato da una sostanza simile a carne e da numerose piccole ossa di origine sconosciuta. Cattran fece rapporto al proprio superiore, Gary Wheeler. Poiché Cattran era arrivato allo stabile nel tardo pomeriggio, lui e Wheeler decisero di rimandare al mattino successivo ogni ulteriore controllo. Prima di lasciare la proprietà, Cattran si mise a discutere circa il problema riscontrato con Nilsen e un altro inquilino di nome Jim Allcock. Sentendo Cattran che diceva quanto fosse simile alla carne la sostanza da lui trovata che otturava i tubi, Nilsen replicò: «Sembra proprio che qualcuno abbia buttato nello scarico il suo Kentucky Fried Chicken».
Alle 7:30 del giorno dopo, Cattran e Wheeler tornarono a Cranley Gardens, ma scoprirono che la tubatura era stata pulita. Questo fatto li insospettì parecchio. Cattran scoprì in un altro tubo alcuni pezzi di carne e quattro piccole ossa. A Cattran e Wheeler, le ossa sembrarono proprio provenire da una mano umana. Entrambi chiamarono immediatamente la polizia che, dopo un'ispezione più accurata, trovò altri frammenti di ossa e i resti di quello che sembrava un globo oculare e altri vari pezzi di carne. I resti furono portati all'obitorio di Hornsey, dove il patologo David Bowen confermò alla polizia che si trattava dei resti di un essere umano, e che un pezzo di carne in particolare proveniva da un collo umano che recava segni di strangolamento.
Venendo a sapere dagli altri inquilini che l'attico da dove provenivano le tubature intasate era occupato da Dennis Nilsen, l'ispettore Peter Jay e due colleghi decisero di attendere fuori dal palazzo che Nilsen tornasse dal lavoro. Quando Nilsen arrivò, Jay gli disse che dovevano effettuare un controllo nel suo appartamento. Nilsen domandò come mai la polizia fosse interessata alle tubazioni di casa sua. In risposta, Jay chiese a Nilsen di salire in casa per discutere privatamente della faccenda in modo più dettagliato.
I tre agenti entrarono nell'appartamento, dove notarono subito il forte odore di carne in putrefazione. Nilsen chiese ancora perché la polizia era interessata alle tubature, e allora fu informato che l'intasamento delle stesse era stato causato da carne umana. Inizialmente Nilsen si mostrò incredulo e scioccato, ma Jay gli intimò: «Poche storie, dov'è il resto del corpo?» Nilsen rispose freddamente, ammettendo che il resto del corpo poteva essere trovato in due buste di plastica nel guardaroba. Gli agenti chiesero a Nilsen se ci fossero altri pezzi di cadaveri in casa, e lui rispose: «È una lunga storia; risale a molto tempo fa. Vi dirò tutto. Voglio togliermi un peso. Ma non qui — alla stazione di polizia». Fu quindi arrestato con l'accusa di omicidio, e messo sotto custodia. In auto gli venne chiesto se i resti umani nel suo appartamento appartenessero a uno o due cadaveri. Guardando fuori dal finestrino, egli rispose: «Quindici o sedici, a partire dal 1978».
In serata, la polizia e il patologo forense professor Bowen tornarono a Cranley Gardens, dove le buste di plastica furono tolte dall'armadio e portate all'obitorio. Una busta conteneva due torsi umani sezionati e vari organi interni. La seconda era riempita con un teschio completamente scarnificato, una testa mozzata, e un torso con ancora le braccia attaccate ma senza le mani. Entrambe le teste recavano segni di essere state bollite nell'acqua calda.

### Confessione
In un'intervista rilasciata il 10 febbraio, Nilsen confessò che c'erano altri resti umani nel suo appartamento, oltre a quelli già rinvenuti. Le parti sezionate appartenevano a tre uomini, tutti uccisi per strangolamento. Di una vittima non ricordava il nome, di un'altra disse solo che lo conosceva come "John il guardiano", e la terza fu identificata come Stephen Sinclair. Egli inoltre disse, che a partire dal dicembre 1978, aveva ucciso "dodici o tredici" uomini al suo precedente indirizzo, il 195 di Melrose Avenue. Nilsen ammise anche di aver tentato, senza successo, di uccidere almeno altre sette persone.
Lo stesso giorno, Nilsen accompagnò la polizia a Melrose Avenue, dove indicò il luogo di sepoltura dei resti carbonizzati delle vittime nel giardino sul retro della casa (gli investigatori scoprirono oltre 1 000 frammenti di ossa, molti di questi anneriti dal fuoco).
Michael Cattran contattò il Daily Mirror il 10 febbraio, informando il giornale sulla vicenda, che ebbe ampia risonanza sui mass media nazionali. Il giorno dopo, i giornalisti del Mirror ottennero alcune fotografie di Nilsen da sua madre che furono pubblicate in prima pagina il 12 febbraio.
A norma di legge, la polizia aveva 48 ore di tempo per incriminare Nilsen, oltre quel termine avrebbe dovuto rilasciarlo. Assemblando i resti delle vittime uccise a Cranley Gardens, il professor Bowen fu in grado di confermare che le impronte digitali di uno dei cadaveri smembrati corrispondevano a quelle di Sinclair. Alle 17:40 dell'11 febbraio, Nilsen fu incriminato per l'omicidio di Sinclair, e la notizia fu diffusa sulla stampa. L'interrogatorio ufficiale di Nilsen cominciò in serata.
Egli descrisse il suo tipico modus operandi: le vittime venivano generalmente strangolate, poi affogate in bagno o in cucina per avere la certezza della morte. Poi egli lavava i corpi, rasava i peli del petto delle vittime, quindi applicava del trucco per eliminare i segni di strangolamento dalla pelle. Infine vestiva il cadavere con mutande e calzini, prima di mettersi a parlare con il corpo come se fosse ancora una persona in vita. Con molte delle vittime, Nilsen indugiò in atti di necrofilia masturbandosi sui cadaveri, e confessò anche di avere eseguito su di essi altre pratiche sessuali, assicurando però agli inquirenti di non essere mai arrivato alla penetrazione vera e propria — spiegando che le vittime erano "troppo perfette e meravigliose" per indugiare con loro nel patetico rituale del sesso comune.
Tutti gli effetti personali delle vittime venivano distrutti dopo il rituale del lavaggio dei corpi così da cancellare la loro identità precedente alla morte. In molte occasioni, Nilsen posizionava le proprie vittime in poltrona o sul letto, si metteva a parlare con esse e guardava la televisione insieme a loro. I cadaveri venivano conservati in casa anche in avanzato stato di decomposizione, in quanto Nilsen non voleva separarsi da loro.
Quando gli venne chiesto perché le teste trovate a Cranley Gardens fossero state bollite, Nilsen dichiarò che frequentemente lo faceva in un pentolone sulla stufa in modo che il contenuto interno "evaporasse". Riguardo agli organi interni, venivano gettati giù per lo scarico del gabinetto. Questa pratica — che portò alla sua cattura — si era resa necessaria in quanto non poteva più seppellirli in giardino come faceva a Melrose Avenue.
A Melrose Avenue, Nilsen conservava i corpi anche per periodi di tempo maggiori, avendo la possibilità di nasconderli sotto le assi del pavimento. Quando si sentiva particolarmente solo e malinconico, tirava fuori un corpo dal pavimento e passava la serata con esso, spesso guardando la tv o ascoltando della musica.
Quando gli venne chiesto se provasse qualche tipo di rimorso, Nilsen rispose: «Avrei voluto essere in grado di fermarmi, ma non potevo. Non avevo nessun'altra gioia o distrazione». Inoltre, egli volle precisare che non traeva nessun godimento dall'atto di togliere la vita a qualcuno, ma lo faceva soltanto per "non essere solo".

### Incriminazione formale
L'11 febbraio 1983, Nilsen venne ufficialmente incriminato per l'omicidio di Stephen Sinclair. Fu trasferito nella prigione di Brixton come detenuto in attesa di giudizio.
Secondo quanto riportato dallo stesso Nilsen, il suo stato d'animo nel periodo nel quale fu trasferito in carcere in attesa del processo, oscillava tra "rassegnazione e sollievo", con la speranza di essere ritenuto innocente, come da legge, fino a prova contraria. Inizialmente si rifiutò di indossare l'uniforme da carcerato, e preferì restare nudo; come conseguenza gli fu proibito di lasciare la cella. Il 1º agosto, Nilsen gettò il contenuto del suo vaso da notte fuori dalla sua cella, imbrattando alcuni agenti di polizia carceraria. Questo incidente risultò in un'ulteriore condanna alla cella di isolamento dove rimase 56 giorni.
Il 26 maggio Nilsen fu incriminato per cinque imputazioni di omicidio e due di tentato omicidio (una sesta imputazione per omicidio fu aggiunta in seguito). Durante il procedimento penale, Nilsen venne rappresentato legalmente dall'avvocato Ronald Moss.
In principio, Nilsen aveva intenzione di dichiararsi colpevole di ogni omicidio sperando nella clemenza della corte; ma cinque settimane prima dell'inizio del processo, sollevò Ronald Moss dall'incarico, e optò per l'avvocato Ralph Haeems, con il quale decise invece di dichiararsi innocente adottando un'altra strategia.

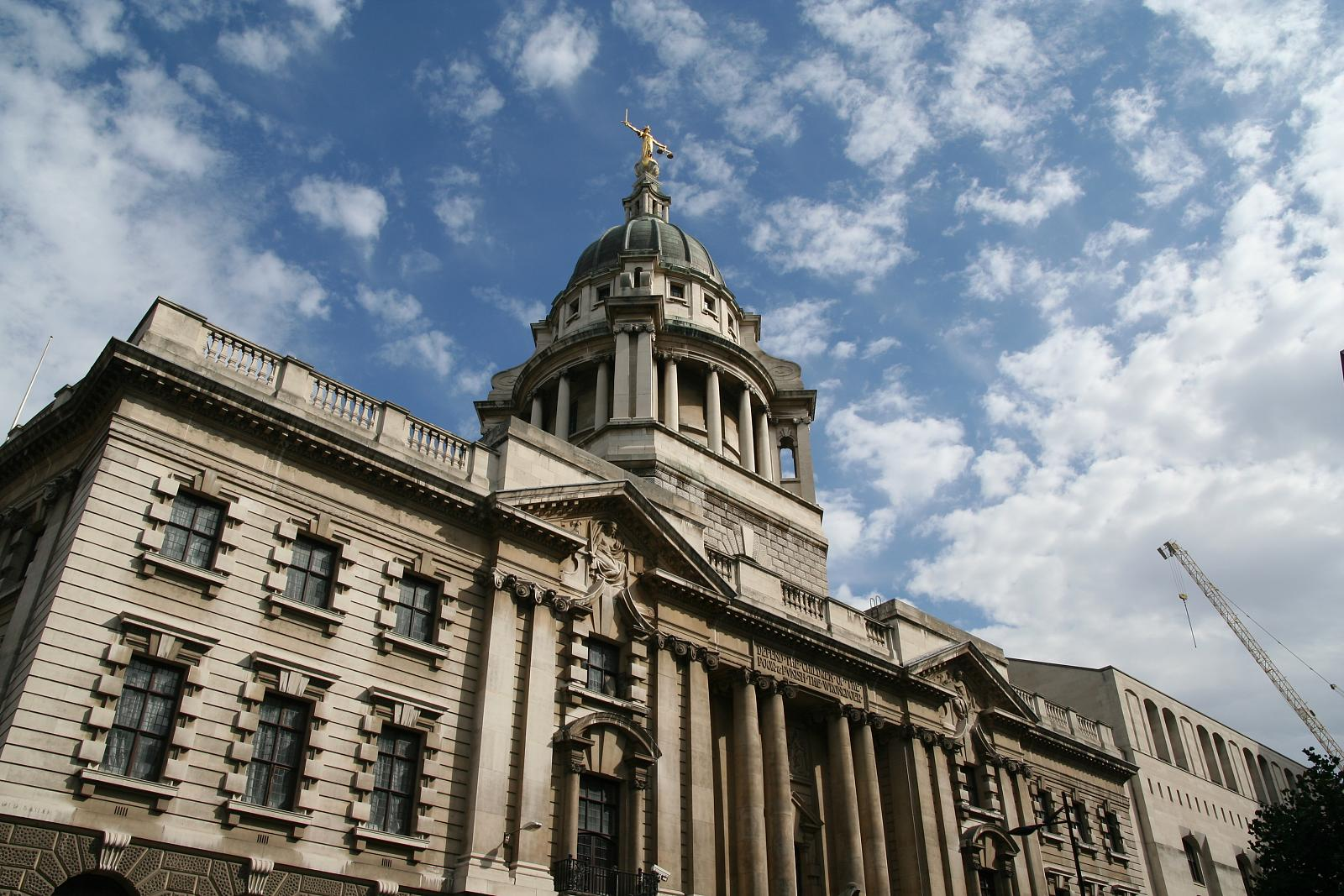
The Old Bailey. Nilsen venne qui processato il 24 ottobre 1983

### Detenzione
A seguito della condanna, Nilsen fu trasferito nella prigione HMP Wormwood Scrubs per iniziare a scontare la pena. In quanto detenuto, gli fu assegnata la sua cella personale con la possibilità di contatti con altri carcerati. Nilsen non presentò appello, accettando la sentenza del tribunale, secondo la quale egli aveva avuto la capacità di controllare le sue azioni e ucciso con premeditazione, come essenzialmente corretta. Ha inoltre elaborato la sua convinzione di aver ricavato un'enorme gratificazione dalla "seduzione sociale"; e di aver scelto di uccidere per "avere sempre con lui le sue vittime". Nilsen ha anche affermato che l'ubriachezza è stata l'unica ragione per cui almeno due dei suoi tentativi di omicidio non hanno avuto successo.
Nel dicembre 1983, Nilsen fu ferito al viso e al torace con un rasoio da un detenuto di nome Albert Moffatt. Poco dopo, venne trasferito per breve tempo presso l'HMP Parkhurst, prima di essere trasferito alla prigione HMP Wakefield, dove rimase fino al 1990. Nel 1991 fu nuovamente trasferito, questa volta nella HMP Full Sutton, in una sezione riservata ai detenuti ritenuti in pericolo di attacchi da parte di altri internati. Vi rimase fino al 1993, quando fu trasferito nel carcere HMP Whitemoor in isolamento, senza possibilità di contatti con altri prigionieri.
La pena minima di 25 anni di carcere stabilita per Nilsen nel 1983 fu tramutata in ergastolo nel dicembre 1994. Questo implicò che Nilsen non sarebbe mai più uscito di prigione, punizione da lui accettata.
Nel 2003 Nilsen fu nuovamente trasferito nella HMP Full Sutton. In carcere, Nilsen si dedicò alla traduzione in braille di vari libri. Trascorse gran parte del tempo a leggere e scrivere, e gli fu concesso di dipingere e comporre musica su una tastiera elettronica. Inoltre ebbe molta corrispondenza con persone al di fuori del carcere, giornalisti compresi. Nilsen rimase nel carcere HMP Full Sutton fino alla morte avvenuta il 12 maggio 2018.

### Morte
Il 10 maggio 2018, Nilsen fu portato dal carcere all'ospedale della città di York a causa di forti dolori allo stomaco. Gli venne diagnosticato un aneurisma dovuto alla rottura dell'aorta addominale. Nilsen morì in ospedale il 12 maggio. L'autopsia rivelò come causa del decesso un'embolia polmonare causata dall'emorragia.

## Vittime
È appurato che Dennis Nilsen uccise dodici ragazzi tra il 1978 e il 1983; anche se si sospetta che le sue vittime totali possano essere quindici. Almeno nove vittime furono uccise nell'appartamento al 195 di Melrose Avenue, mentre le ultime tre furono assassinate al 23 di Cranley Gardens. Delle otto vittime identificate, solo tre — Stephen Holmes, Kenneth Ockenden e Graham Allen — avevano un domicilio fisso all'epoca del decesso, mentre i restanti uccisi erano prevalentemente vagabondi, senzatetto oppure prostituti.
Nel 1992 Nilsen confermò di avere ucciso dodici persone, e di essersi inventato le altre tre vittime in più che confessò di aver ucciso al momento dell'arresto in risposta alle pressioni esercitate dagli inquirenti.

### 1978
- 30 dicembre: Stephen Dean Holmes, 14 anni. Visto per l'ultima volta mentre tornava a casa dopo un concerto rock; Holmes incontrò Nilsen al pub Cricklewood Arms la sera del 29 dicembre. Accettò l'offerta dell'uomo di andare a bere a casa sua a Melrose Avenue. La mattina seguente, Nilsen strangolò Holmes con una cravatta fino a quando il ragazzino non fu privo di conoscenza, per poi affogarlo in un secchio d'acqua. Il suo corpo rimase sotto le assi del pavimento dell'appartamento di Nilsen per oltre sette mesi prima di essere bruciato in un falò in giardino, e Holmes fu l'unica vittima a non essere sezionata prima dello smaltimento. I resti di Holmes sono stati identificati nel novembre 2006.

### 1979
- 3 dicembre: Kenneth Ockenden, 23 anni. Studente canadese in vacanza in Gran Bretagna; Ockenden conobbe Nilsen in un pub il 3 dicembre 1979. Dopo averlo portato a fare un giro turistico di Londra, Nilsen lo invitò a cena a casa sua. Una delle poche vittime che fu denunciata come persona scomparsa, Ockenden fu strangolato con il filo delle cuffie mentre stava ascoltando un disco a casa di Nilsen.[108]

### 1980
- 17 maggio: Martyn Duffey, 16 anni. Il 17 maggio 1980 Nilsen conobbe il giovane a una stazione ferroviaria di Londra mentre era di ritorno da una riunione sindacale svoltasi a Southport. Nilsen strangolò Duffey e poi lo affogò nel lavello della cucina[109] prima di lavare il cadavere. Due giorni dopo il corpo fu messo sotto le assi del pavimento.
- 20 agosto: William Sutherland, 26 anni. Prostituto occasionale, Sutherland incontrò Nilsen in un pub vicino a Piccadilly Circus nell'agosto 1980. Nilsen non riuscì a ricordare con precisione come avesse ucciso Sutherland, a parte ciò, disse di averlo strangolato e, al mattino, c'era "un altro cadavere".
- settembre: Sconosciuto. Tutto quello che Nilsen ricordò circa la sua quinta vittima fu che era un lavoratore irlandese dalle mani ruvide di età tra i 27 e i 30 anni. Successivamente Nilsen dichiarò di essersi inventato questa vittima.
- ottobre: Sconosciuto. La sesta vittima di Nilsen venne descritta dall'assassino come uno snello prostituto di età compresa dai 20 ai 30 anni, di nazionalità filippina o messicana. Nilsen incontrò la propria vittima a Salisbury Arms nell'ottobre 1980.[110]
- novembre: Sconosciuto. Questa vittima fu descritta da Nilsen come un vagabondo inglese sui vent'anni, che aveva incontrato mentre questo dormiva per strada a Charing Cross Road. Era emaciato, pallido e con diversi denti mancanti. Nilsen e il giovane presero insieme un taxi fino a Melrose Avenue; in serata, il ragazzo fu strangolato a morte nel sonno.
- novembre–dicembre: Sconosciuto. L'ultima vittima a essere uccisa da Nilsen nel 1980 fu un "capellone hippy", dai 25 ai 30 anni, che aveva incontrato a West End dopo la chiusura dei pub a novembre o dicembre 1980. Il corpo di questa vittima restò nascosto sotto il pavimento fino a quando Nilsen non rimosse i resti, tagliando il cadavere in tre pezzi, per poi rimetterli nel pavimento. Egli bruciò il cadavere un anno dopo. Successivamente Nilsen dichiarò di essersi inventato questa vittima.[111]

### 1981
- 4 gennaio: Sconosciuto. La nona vittima fu descritta da Nilsen come "un diciottenne dagli occhi azzurri", che indossava una tuta sportiva verde e scarpe da ginnastica. Nilsen lo conobbe nel gennaio 1981 al pub Golden Lion nel quartiere di Soho a Londra. Ucciso a Melrose Avenue, il corpo fu sezionato il 12 gennaio.[112]
- febbraio: Sconosciuto. Ucciso in un giorno imprecisato del febbraio 1981. Nilsen ricordava poco circa questa vittima, a parte il fatto che era un ragazzo di Belfast; magro, alto e di circa 20 anni. Fu strangolato con una cravatta e il corpo messo sotto le assi del pavimento.[112]
- aprile: Sconosciuto. Nilsen incontrò la sua undicesima vittima, un muscoloso skinhead inglese sui vent'anni, presso una bancarella che vendeva cibo a Leicester Square, nell'aprile 1981. Fu attirato a casa di Nilsen con la promessa di cibo e alcol gratis. Un particolare citato da Nilsen fu il fatto che il ragazzo aveva un tatuaggio sul collo con la scritta "cut here" ("tagliare qui"), e che si vantava di quanto fosse un duro e di come gli piaceva combattere. Nilsen appese il torso nudo di questa vittima nella sua camera da letto per 24 ore, prima di posizionare il corpo sotto le assi del pavimento. Successivamente Nilsen dichiarò di essersi inventato questa vittima.[54]
- 18 settembre: Malcolm Barlow, 23 anni. Ultima vittima uccisa a Melrose Avenue, Barlow era un orfano che soffriva di epilessia che aveva trascorso gran parte della sua vita in case di cura. Fu ucciso quando si recò a casa di Nilsen per ringraziarlo del fatto che il giorno prima l'uomo lo avesse fatto soccorrere da un'ambulanza quando lo aveva trovato sofferente in strada. Prima dello smembramento, il corpo di Barlow fu messo in cucina perché Nilsen aveva all'epoca esaurito lo spazio sotto il pavimento.[113]

### 1982
- marzo: John Howlett, 23 anni. Howlett fu la prima vittima uccisa nel nuovo appartamento di Nilsen a Cranley Gardens. Strangolato nel sonno, cercò di resistere ingaggiando una lotta con il suo aggressore ma alla fine fu sopraffatto. Per essere sicuro della sua morte, Nilsen mise la testa di Howlett sott'acqua nella vasca da bagno per cinque minuti. Poi dissezionò il corpo, gettando gli organi interni nello scarico del gabinetto.[114]
- settembre: Graham Allen, 27 anni. Originario di Motherwell, Nilsen lo incontrò a Shaftesbury Avenue mentre Allen cercava un taxi nel settembre 1982.[115] Allen fu strangolato da Nilsen, il quale lo aveva invitato a casa sua a mangiare una frittata. Parti del suo corpo furono gettate nel gabinetto, otturando le tubazioni condominiali.

### 1983
- 26 gennaio: Stephen Sinclair, 20 anni. Ultima vittima di Nilsen. Sinclair, tossicodipendente[70], conobbe Nilsen a Oxford Street; l'uomo gli comprò un hamburger e poi lo invitò a casa sua a Cranley Gardens. Nilsen lo strangolò con un legaccio. La testa, il torso e le braccia di Sinclair furono riposti nel guardaroba e in salotto; mentre le gambe finirono in bagno.[116]

## Riferimenti nella cultura di massa

### Cinema
Il film Cold Light of Day del 1989 è direttamente ispirato alla vicenda di Nilsen. Diretto da Fhiona Louise, vede Bob Flag nel ruolo di Dennis Nilsen. Presentato fuori concorso alla 47ª Mostra internazionale d'arte cinematografica di Venezia, il film ricevette il premio "UCCA Venticittà".

### Televisione
- Il documentario The Black Museum (1988), commissionato da ITV.[120][121]
- Great Crimes and Trials of the 20th Century, stagione 2, episodio 15 "The Kindly Killer" (1993), commissionato dalla BBC.[121][122]
- Real Crime, stagione 3, episodio 4, "A Mind To Murder" (2003), commissionato da ITV1.[123]
- Serial Killers: The Evil Inside: Dennis Nilsen (2008), commissionato da Discovery Networks Europe.[124]
- Born to Kill?, stagione 3, episodio 5, "Dennis Nilsen" (2012), commissionato da Twofour Productions.[125]
- Countdown To Murder, stagione 1, episodio 2, "Dennis Nilsen's First Kill" (2013), commissionato da Channel 5.[126]
- Encounters with Evil, stagione 1, episodio 1, "Thrill Killers" (2016), commissionato da CBS Reality.
- Des (2020), drammatizzazione commissionata da ITV, con David Tennant nella parte di Nilsen.[127]
- Il documentario Memorie di un omicida: I nastri di Nilsen (Memories of a Murderer: The Nilsen Tapes), che narra della sua vita, dell'arresto e degli omicidi, è stato distribuito nel 2021 su Netflix.[128][129]

### Musica
Il gruppo di metal estremo Macabre ha incluso la canzone You're Dying to Be with Me, che parla di Dennis Nilsen, nell'album Murder Metal del 2003.